# Polystichum pseudoparvipinnulum
Polystichum pseudoparvipinnulum är en träjonväxtart som beskrevs av Miyam. och T. Nakam. Polystichum pseudoparvipinnulum ingår i släktet Polystichum och familjen Dryopteridaceae. Inga underarter finns listade.